# Neodym(III)-chlorid
Neodym(III)-chlorid ist eine chemische Verbindung aus der Gruppe der Chloride. Zu beachten ist, dass es im Phasendiagramm von Neodym und Chlor zwischen Neodym(II)-chlorid NdCl2 und Neodym(III)-chlorid NdCl3, mit NdCl2,25 und NdCl2,36 zwei weitere nachgewiesene Phasen gibt.

## Gewinnung und Darstellung
Neodym(III)-chlorid kann durch Reaktion von Neodym(III)-oxid mit Chlorwasserstoff oder Ammoniumchlorid gewonnen werden.
{\displaystyle \mathrm {Nd_{2}O_{3}+6\ NH_{4}Cl\longrightarrow 2\ NdCl_{3}+3\ H_{2}O+6\ NH_{3}} }
Es kann auch direkt aus den Elementen synthetisiert werden.
{\displaystyle \mathrm {2\ Nd+3\ Cl_{2}\longrightarrow 2\ NdCl_{3}} }
Eine weitere Methode läuft über eine Reaktion mit Aluminiumchlorid bei 175 °C in einer ionischen Flüssigkeit.

## Eigenschaften

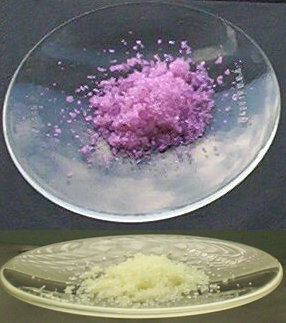
NdCl_{3} im Sonnenlicht (oben) und unter Kunstlicht (Leuchtstofflampe, unten)

Neodym(III)-chlorid ist ein rosafarbenes bis blassviolettes stark hygroskopisches Pulver, das an Luft schnell Feuchtigkeit aufnimmt und sich in das Hexahydrat umwandelt. Es besitzt eine hexagonale Kristallstruktur mit der Raumgruppe P63/m (Raumgruppen-Nr. 176). Das Hexahydrat ist violett und besitzt eine monokline Kristallstruktur mit der Raumgruppe P2/c (Nr. 13). Bei 160 °C gibt es das Kristallwasser ab und bildet die wasserfreie Form.

## Verwendung
Neodym(III)-chlorid wird als Laborchemikalie und zur Herstellung von anderen Neodymverbindungen verwendet. Es dient auch als Katalysator bei organischen Synthesen. Das Hexahydrat wird vor allem für Glas, Kristall und Kondensatoren verwendet. Farbiges Glas mit Zusätzen aus Neodymchlorid zeigt zarte Schattierungen von Violett über reines Weinrot und zu warmem Grau. Diese Gläser zeigen ungewöhnlich scharfe Absorptionsbanden.